# جيمي دنيس
جيمي دنيس (بالإنجليزية: Jamie Dennis)‏ هو لاعب كرة قدم أسترالية أسترالي، ولد في 2 أبريل 1961، وتوفي في 1 أبريل 1995 بسبب سرطان.